# ام سی لایت
لانا میشل مورر (متولد ۱۱ اکتبر ۱۹۷۰)، که بیشتر با نام هنری ام سی لایت شناخته می‌شود، خواننده رپ، دیسک جوکی و کارآفرین آمریکایی است.
ام سی لایت که یکی از پیشگامان رپ زنانه محسوب می‌شود، اولین بار در اواخر دهه ۱۹۸۰ به شهرت رسید و اولین خواننده رپ زن بود که یک آلبوم انفرادی کامل را با آلبوم تحسین شده لایت به عنوان یک سنگ در سال ۱۹۸۸ منتشر کرد. این آلبوم تک آهنگ‌های " ۱۰ درصد دیس " و " Paper Thin " را تولید کرد. در سال ۱۹۸۹، او به سوپرگروه کی‌آراس-وان پیوست و در تک‌آهنگ خود تخریبی ظاهر شد که اولین تک‌آهنگ شماره یک در جدول تک‌آهنگ‌های رپ داغ بیلبورد بود.
لانا میشل مورر در بخش بروکلین، شهر نیویورک بزرگ شد. او رپ را در سن ۱۲ سالگی شروع کرد او ضبط اولین آهنگ خود را در ۱۴ سالگی آغاز کرد، اگرچه دو سال طول کشید تا بتواند منتشر شود.